# Chrysomela scripta
Chrysomela scripta (лат.) — североамериканский вид листоедов из подсемейства хризомелин.

## Описание
Взрослые жуки длиной 6,5—9 мм. Надкрылья жёлтые с чёрными неправильноокруглыми или удлинёнными пятнами, с чёрной линией по шву надкрылий и красноватой боковой каймой надкрылий. Переднеспинка чёрная и также как и надкрылья имеет красноватую широкую кайму с маленькой чёрной точкой.
Зрелая личинка черноватая, длиной 12 мм. Имеет по два белых бугорка с чёрными роговидными отростками с боков тела. У личинок имеются пахучие железы, расположенные по боками на всех сегментах тела кроме прототоракса и двух последних брюшных сегментов. Будучи потревоженной, личинка испускает острый отпугивающий запах.
Личинка окукливается прицепившись к листу. Куколка чёрного цвета.

## Экология
Встречаются в Северной Америке везде, где произрастают ивы и тополи (тополь дельтовидный). Питаются на листьях этих деревьев, иногда нанося сильное повреждение листве отдельных деревьев.

## Размножение
Желтоватые или красноватые яйца откладываются группами по 15—75 штук на обратной стороне листьев ив или тополей. Появившиеся личинки питаются областями между толстыми жилками листьев, тогда как имаго питаются, напротив, толстыми жилками. Жуки в анабиоз впадают в опавшей листве возле кормовых растений или отслоившейся их коре.

## Естественные враги
В лабораторных условиях выявлены патогенные для данного вида бактерии (Bacillus thuringiensis var. san diego) и микроспоридии (Nosema scripta), хотя в естественной среде не отмечались заражённые жуки.